# Aneroestes (gal)
Aneroestes o Aneroestus (en grec antic Ἀνηροέστης, Ἀνηρόεστος), mort el 225 aC, era el cabdill dels gesats (gaesati), un poble gal que vivia entre els Alps i el Ròdan.
Va ser aliat dels ínsubres i els bois que el van convèncer de fer la guerra contra Roma. L'any 225 aC va envair Itàlia i a la batalla de Fèsules va derrotar els romans prop de Fèsules, però a la seva tornada va ser interceptat pel cònsol Gai Atili Règul que havia vingut de Còrsega. Es va lliurar una altra batalla, la batalla de Telamó, prop de Pises, en la que els gals van ser derrotats i van tenir moltes baixes. El cònsol Atili Règul també va morir en la batalla. Aneroëstes, desesperat per la derrota, es va suïcidar, segons diuen Polibi, Pau Orosi i Joan Zonaràs.